# Bicyclette à moteur auxiliaire
Pour les articles homonymes, voir BMA.

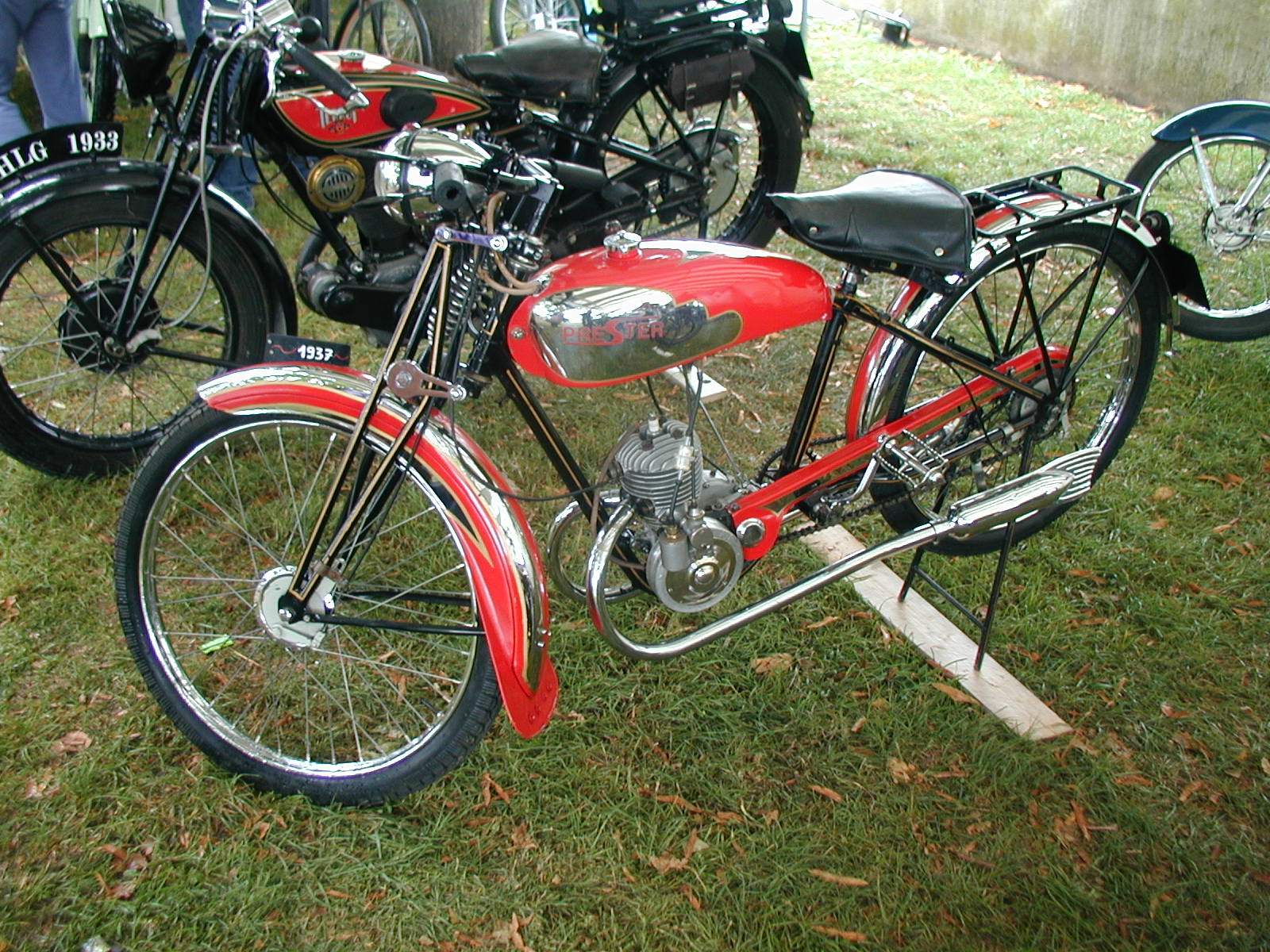
Une BMA Prester

Les bicyclettes à moteur auxiliaire (BMA), deux-roues rustiques et bon marché, sont les ancêtres en France des cyclomoteurs, des motocyclettes légères et des vélos électriques.
Chapitre 3 du code de la route :
- date du décret : 12 septembre 1925 ;
- poids : pas plus de 30 kg ;
- vitesse : pas plus de 30 km/h ;
- cylindrée : pas plus de 100 cm3 ;
- pas d'immatriculation ;
- pédales obligatoires ;
- pas besoin de permis de conduire (à partir de 14 ans).

Modification de juin 1943, subdivision en deux catégories :
- cyclomoteur
- Vélomoteur

Pour le cyclomoteur :
- cylindrée : pas plus de 49,9 cm3 ;
- pédales obligatoires ;
- dès 14 ans sans permis.

Pour le vélomoteur :
- cylindrée comprise entre 50 et 124,9 cm3 ;
- pédales facultatives ;
- dès 16 ans avec une « licence de circulation », obtenue sur simple demande en préfecture.

Modification de 1958 :
- assurance responsabilité civile obligatoire pour les cyclomoteurs et vélomoteurs ;
- pour la conduite des vélomoteurs : dès 16 ans avec un permis « Vélomoteur » (obtenue après une simple épreuve théorique), ou permis de conduire d'une autre catégorie (A ou B).

Modification de 1963 :
- vitesse : 50 km/h maximum pour les cyclomoteurs.

Modification de 1976 :
- vitesse : 45 km/h maximum pour les cyclomoteurs.

Modification de 1980 :
- Boîte de vitesses et embrayage exclusivement automatique pour les cyclomoteurs (modification obtenue sous la pression des constructeurs français). Les cyclomoteurs à boite de vitesses manuelle vendues avant cette date sont désormais considéré comme vélomoteur. L' immatriculation, la carte grise et le permis A1 sont obligatoires pour pouvoir continuer à les conduire. De ce fait, beaucoup de cyclomoteurs à boite manuelle de l'époque ont été remisés au fond des garages ou des granges, quand ils n'ont pas été démontés ou détruits.
- Cylindrée maximum 80 cm3 et vitesse maximum 75 km/h pour les vélomoteurs
- Les titulaires d'un permis B ou A1 obtenu après mars 1980 ne peuvent plus conduire de vélomoteurs de plus de 80 cm3 ou dont la vitesse dépasse 75 km/h (considérés comme motocyclette).
- Les titulaires du permis B peuvent conduire seulement des vélomoteur de moins de 80 cm3, ne dépassant pas 75 km/h, et obligatoirement munit d'une boite de vitesses (ou variateur) et embrayage automatique (modification obtenue sous la pression des constructeurs Français).

Modification de 1983
- Fin de l'obligation des pédales pour les cyclomoteurs

Modification de 1985 : la catégorie vélomoteur est remplacée par la catégorie « motocyclette légère »
- Cylindrée maximum : 125 cm3
- Puissance maximum : 13 ch
- Le permis A1 devient le permis AL et permet la conduite des motos de moins de 80 cm3 et limitées à 75 km/h dès l'âge de 16 ans et des motos de moins de 125 cm3 et de 13 ch maximum dès l'âge de 17 ans, à boite manuelle ou automatique

Modification de 1996 :
- Autorisation des boites de vitesses et/ou embrayages manuels pour les cyclomoteurs
- Puissance 15 ch pour les motocyclettes légères, de nouveau accessibles avec le permis B obtenu depuis au moins 2 ans.
- ASSR1 ou 2 obligatoire pour pouvoir conduire des cyclomoteurs pour les jeunes de 14 à moins de 16 ans.
- Le permis AL redevient le permis A1

Modification de 2004 :
- BSR obligatoire pour conduire un cyclomoteur (concerne uniquement les personnes nées à partir du 1er janvier 1988)
- Immatriculation obligatoire pour les cyclomoteurs neufs.

Modification de 2007 :
- Formation de 3 heures obligatoire pour les nouveaux titulaires du permis B souhaitant conduire une motocyclette légère.

Modification de 2011 :
- Immatriculation obligatoire pour tous les cyclomoteurs, neufs ou anciens, quelle que soit la date de première mise en circulation.
- Formation de 7 heures obligatoire pour tout titulaire du permis B souhaitant conduire une motocyclette légère à l'exception de ceux ayant déjà suivi la formation de 3 heures entre 2007 et 2011, ceux ayant déjà été assurés pour la conduite d'une motocyclette légère entre 2006 et 2010, et ceux ayant obtenu le permis B avant mars 1980.

Modification de 2013 :
- Le BSR est remplacé par le permis AM mais toujours sans examen pratique, et non soumis au permis à points.
- Apparition de la déclinaison « automatique » du permis A1, qui permet la conduite des motos légères munies exclusivement d'une boite de vitesses (ou variateur) et embrayage automatique.